# Wittekindsweg

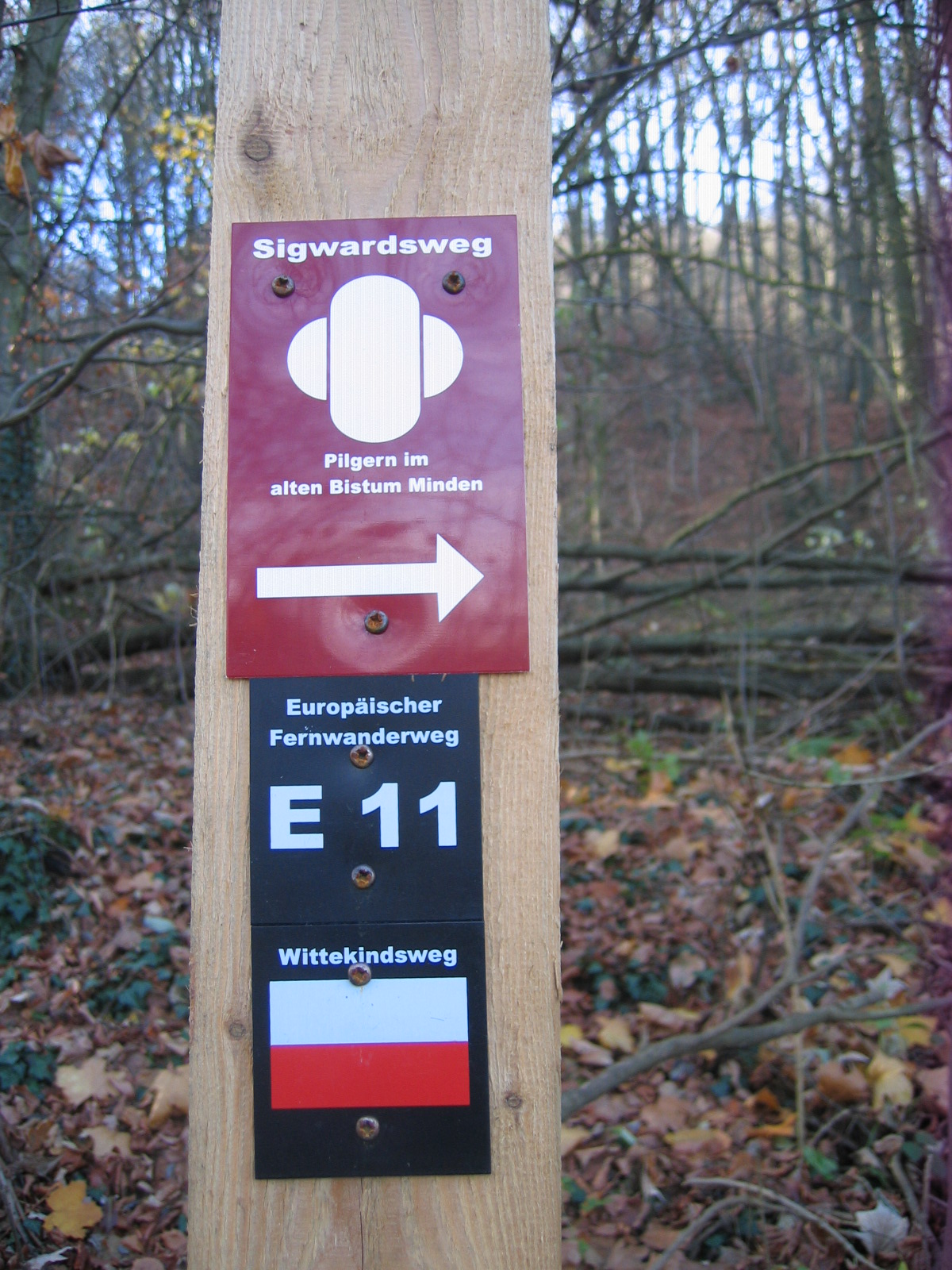
Bewegwijzering nabij het Kaiser Wilhelm Denkmal

De Wittekindsweg is een lange afstandswandelroute in Duitsland. De route meet 95 km en loopt van Osnabrück naar Porta Westfalica v.v. De weg voert het grootste deel door het Wiehengebergte. Dit is een lage bergrug (hoogste berg 320 m). De route mag dan niet echt hoog komen, door het vele stijgen en dalen kan op een dag stevig wandelen (30 km) zo'n 500 m moeten worden geklommen. Doordat ten noorden van het gebergte nauwelijks heuvels zijn, kunnen de uitzichten weids zijn. De route maakt deel uit van de Europese wandelroute E11. In Osnabrück sluit de Wittekindsweg aan op de Handelsweg, ofwel de Töddenweg. In Porta Westfalica sluit de Wittekindsweg aan op de Wesergebirgsweg naar Hamelen.
De route begint in de binnenstad van Osnabrück. Via een aantal stadsparken en rivieroevers loopt de route de stad uit en dan via een aantal bossen naar het Wiehengebergte. Vervolgens loopt de route over de kam naar het oosten. Eerst via lage heuvels van ruim 100 m, langzaam oplopend tot nabij de hoogste top. De meest oostelijke berg is de Wittekindsberg nabij Porta Westfalica, onder andere bekend van het Kaiser Wilhelm Denkmal.